# Parthena Nikolaidou
Parthena Nikolaidou (in greco Παρθένα Νικολαίδου?; Kastoria, 14 luglio 1979) è un'ex cestista greca.
Alta 190 cm, gioca come centro.

## Carriera
Con la Grecia ha disputato tre edizioni dei Campionati europei (2001, 2003, 2007).